# Темрюк (Мариупольский район)

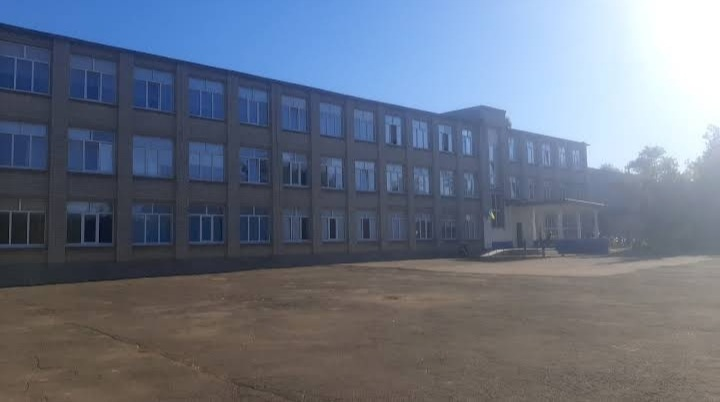
Сельская школа

Темрю́к (укр. Темрюк; с 1948 по 2016 г. Ста́рченково) — село на Украине, находится Мариупольском районе Донецкой области. Основано в 1807 году переселенцами из Черниговской губернии, Харьковской губернии и Смоленской губернии.
Код КОАТУУ — 1421786601. Почтовый индекс — 87020. Телефонный код — 6246.

## История
Село Темрюк было основано в начале ХІХ ст.  беглыми крестьянами из Западной Украины.  В истории село активно заселяли различные переселенцы как из губерний Полтавской, Черниговской, Смоленской, Орловской, Виленской и других губерний Российской империи. 
Советская власть установлена в январе 1918 года.
Весной того же года создан Темрюкский революционный отряд, командиром которого стал В. М. Писаревский. В его составе были односельчане Е. Жулев, Алексеев, Голубов, 3. Божко, И. Г. Козлов и др. Темрюкский отряд присоединился к отряду Давыдова и вёл бои на территории Мариупольского уезда.
За особые заслуги в революционной борьбе с белобандитами за власть Советов III Всеукраинский съезд Советов наградил село Темрюк боевым Красным знаменем. В 1922 году создана коммуна им. Карла Маркса.
600 местных жителей сражались на фронтах Великой Отечественной войны, из них 367 погибли, 196 награждены орденами и медалями.
В селе есть средняя школа, где в годы Советской власти обучалось 480 учеников и работали 34 учителя. Есть дом культуры на 450 мест и клуб на 230 мест, была библиотека с книжным фондом 9,7 тыс. экземпляров, была больница на 35 коек, в которой работали 5 врачей и 18 человек со средним медицинским образованием, поликлиника.
Тогда же была аптека, 4 детских сада и яслей на 135 мест, почта, сберкасса, 9 магазинов, 3 столовые. Только за 1966—1974 гг. были построены 247 индивидуальных домов и 2 государственных десятиквартирных дома, заасфальтированы 9 км дорог.
Уроженец села С. Ф. Машковский сбил 11 самолётов противника. В сентябре 1941 года он протаранил вражеский самолёт и сел на свой аэродром. За героизм и отвагу при выполнении боевого задания С. Ф. Машковский удостоен высокого звания Героя Советского Союза. В селе установлен его бюст.
За мужество при обороне переправы через реку Грон в Венгрии в 1945 году звание Героя Советского Союза присвоено жителю села командиру взвода танкистов И. С. Депутатову.
Сейчас в с. Темрюк существует музей села. Зарождение музея началось в 1960 году, когда в средней школе открылся исторический кружок под руководством учителя истории Надежды Васильевны Гусевой. Члены и активисты провели большую работу по сбору материалов и информации о выдающихся земляках. В 1962 году при этой же школе открылся клуб «Поиск», который изучал события и собирал информацию об участниках Великой Отечественной войны. Руководителем исторического кружка Гусевой Надеждой Васильевной были написаны монографии: «История села Старченково», «История Старченковской школы», « История Старченковского музея»
В 1974 году в селе открылась новая школа, и в нескольких комнатах старого здания, усилиями Гусевой Надежды Васильевны и ее мужа, директора Старченковской средней школы Гусева Ивана Тимофеевича был организован народный музей. Все дальнейшие годы велась кропотливая работа по сбору исторической информации и экспонатов. Руководителем исторического кружка, а впоследствии первым директором музея Гусевой Надеждой Васильевной были написаны монографии: «История села Старченково», «История Старченковской школы», « История Старченковского музея» .
На сегодняшний день музейный фонд составляет более 4000 экспонатов. Это письменные и фотоматериалы об истории села и его жителях, предметы быта ХІХ-ХХ столетий (вышивки ручной работы, монеты, керамика, орудия труда, предметы интерьера). Также музейное собрание знакомит посетителей с известными людьми края — учёными, государственными деятелями, военными, выдающимися личностями в сфере просвещения, культуры и спорта. Сейчас музеем руководит Дудник Павел Борисович.
В 1948 году Указом ПВС УССР в целях увековечивания памяти заместителя председателя Совета Министров УССР В. Ф. Старченко село Темрюк переименовано в Старченково.
В 1975 году в селе был установлен монумент героям, павшим в Великой Отечественной войне работы Леонида Артёмовича Бриня. Высота памятника 10 метров, выполнен из гранитной крошки и железобетона.
В марте 2022 года, в ходе вторжения России в Украину, село Темрюк было оккупировано российскими войсками и оккупационными властями возвращено название Старченково.

## Население
- 1859 — 3105 чел.
- 1886 — 4347 чел.
- 1897 — 6361 чел. (перепись), православных — 6189 (97,3 %)
- 1908 — 7501 чел.
- 1970—2782 чел.
- 1976—2451 чел.
- 2001—2016 чел. (перепись)

В 2001 году родным языком назвали:
- русский язык — 1580 чел. (78,37 %)
- украинский язык — 436 чел. (21,63 %)

## Местная власть
87000, Донецкая область, Мариупольский р-н, пгт Никольское, ул. Пушкина, 94.

## Известные уроженцы и жители
- Депутатов, Иван Степанович (1922—1999) — советский офицер, мастер танкового боя в годы Великой Отечественной войны, Герой Советского Союза (1945).
- Машковский, Степан Филиппович (1914—1958) — Герой Советского Союза, полковник, лётчик-испытатель.